# Jaje
 Ovo je glavno značenje pojma Jaje. Za druga značenja pogledajte Jaje (hrana).
Jaje je oblik, a istovremeno i rani stadij samostalnog razvoja novog živog bića. Nastaje od oplođene (najčešće od muškog predstavnika vrste) ženske rasplodne stanice, najčešće nazvane i jajnom stanicom ili gametom.

## Bjelanjak
Bjelanjak (albumen) ima zaštitnu funkciju, prvenstveno očuvati embrij od mikroorganizama. Biološka uloga različitih proteina bjelanjka je zaštita embrija, i to :
- izravnim napadom na bakterije (enzim lizozim)
- blokiranjem esencijalnih tvari:
  - glikoprotein avidin-inaktivacija biotina
  - flavoproteini-vezanje vitamina B2
  - konalbumin (ovotransferin)- vezanje Fe i drugih iona metala
  - ovomukoin-inaktivacija proteolitičkih enzima

Ovomucin je visokoglikolizirani glikoprotein (svaka treća aminokiselina je vezana uz šećer) koji je netopljiv u vodi. Ostali proteini bjelanjka su topivi u vodi i imaju važna preradbeno-funkcionalna svojstva :
- stvaranje gela-ovoglobulini
- stvaranje pjene-ovoalbumini
- vezanje vode
- stabilizacija emulzija

## Žumanjak
Žumanjak je disperzija lipoproteinskih globula s različitim udjelima lipidne i proteinske frakcije u vodenoj fazi. Lipidna frakcija sadrži trigliceride, fosfolipide (lecitin) i kolesterol, a plazma sadrži u vodi topljive proteine i lipoproteine. Žumanjak jajeta sadrži samo 5% kolesterola, a 2/3 triglicerida tvore nezasićene masne kiseline, iznimno važne za pravilno funkcioniranje organizma.